# Coeriana lignealis
Coeriana lignealis là một loài bướm đêm trong họ Noctuidae.